# Carepalxis camelus
Carepalxis camelus là một loài nhện trong họ Araneidae.
Loài này thuộc chi Carepalxis. Carepalxis camelus được Eugène Simon miêu tả năm 1895.